# Afrique du Sud aux Jeux olympiques de 1912
 (juillet 2019).
Si vous disposez d'ouvrages ou d'articles de référence ou si vous connaissez des sites web de qualité traitant du thème abordé ici, merci de compléter l'article en donnant les références utiles à sa vérifiabilité et en les liant à la section « Notes et références ».
L'Union d'Afrique du Sud participe aux Jeux olympiques de 1912 à Stockholm. Elle y remporte six médailles : quatre en or et deux en argent, se situant au septième rang au tableau des médailles. La délégation de l'Union d'Afrique du Sud compte 21 sportifs.

## Bilan général
| Place | Sport      | Médaille d'or, Jeux olympiques | Médaille d'argent, Jeux olympiques | Médaille de bronze, Jeux olympiques | Total |
| 1     | Tennis     | 2                              | 1                                  | 0                                   | 3     |
| 2     | Athlétisme | 1                              | 1                                  | 0                                   | 2     |
| 3     | Cyclisme   | 1                              | 0                                  | 0                                   | 1     |
| Total | Total      | 4                              | 0                                  | 2                                   | 6     |

## Médailles

### Médailles d'or
| Sport             | Discipline                              | Sportifs                      | Performance |
| Médaille d'or : 4 |                                         |                               |             |
| Athlétisme        | Marathon                                | Ken McArthur                  | 2:36:54.8   |
| Cyclisme          | Contre-la-montre masculin               | Rudolph Lewis                 | 10:42:39.0  |
| Tennis            | Simple Messieurs - Tournoi en extérieur | Charles Winslow               |             |
| Tennis            | Double Messieurs - Tournoi en extérieur | Charles Winslow Harold Kitson |             |

### Médailles d'argent
| Sport                 | Discipline                              | Sportifs          | Performance |
| Médaille d'argent : 2 |                                         |                   |             |
| Athlétisme            | Marathon                                | Christian Gitsham | 2:37:52.0   |
| Tennis                | Simple Messieurs - Tournoi en extérieur | Harold Kitson     |             |

## Résultats

### Athlétisme
Courses
| Athlète           | Épreuve          | Séries      | Séries      | Demi-finales | Demi-finales | Finale       | Finale                             |
| Athlète           | Épreuve          | Temps       | Rang        | Temps        | Rang         | Temps        | Rang                               |
| ----------------- | ---------------- | ----------- | ----------- | ------------ | ------------ | ------------ | ---------------------------------- |
| Christian Gitsham | Marathon         | Non courues | Non courues | Non courues  | Non courues  | 2:37:52.0    | Médaille d'argent, Jeux olympiques |
| Ken McArthur      | Marathon         | Non courues | Non courues | Non courues  | Non courues  | 2:36:54.8 OR | Médaille d'or, Jeux olympiques     |
| George Patching   | 100 m            | ?           | 2 Q         | 19.9         | 1 Q          | 11.0         | 4                                  |
| George Patching   | 200 m            | 22.3        | 1 Q         | DNF          | DNF          | Éliminé      | Éliminé                            |
| George Patching   | 400 m            | 51.1        | 1 Q         | 50.5         | 3            | Éliminé      | Éliminé                            |
| Reuben Povey      | 100 m            | ?           | 2 Q         | ?            | 2            | Éliminé      | Éliminé                            |
| Reuben Povey      | 200 m            | ?           | 2 Q         | ?            | 5            | Éliminé      | Éliminé                            |
| Len Richardson    | 10000 m          | Non courues | Non courues | 32:30.3 OR   | 1            | DNF          | DNF                                |
| Len Richardson    | Marathon         | Non courues | Non courues | Non courues  | Non courues  | DNS          | DNS                                |
| Len Richardson    | Cross individuel | Non courues | Non courues | Non courues  | Non courues  | 47:33.5      | 8                                  |
| Arthur St. Norman | Marathon         | Non courues | Non courues | Non courues  | Non courues  | DNF          | DNF                                |
| Arthur St. Norman | 10 km marche     | Non courues | Non courues | 50:17.9      | 2 Q          | Disqualifié  | Disqualifié                        |
| John Victor       | 800 m            | ?           | 3           | Éliminé      | Éliminé      | Éliminé      | Éliminé                            |
| John Victor       | 1 500 m          | Non courues | Non courues | 4:12.7       | 3            | Éliminé      | Éliminé                            |

### Cyclisme

#### Cyclisme sur route
| Cycliste      | Épreuve                   | Rang       | Rang                           |
| Cycliste      | Épreuve                   | Result     | Rank                           |
| ------------- | ------------------------- | ---------- | ------------------------------ |
| Rudolph Lewis | Contre-la-montre masculin | 10:42:39.0 | Médaille d'or, Jeux olympiques |

### Escrime
| Athlète      | Épreuve | Premier Tour | Premier Tour | Quarts de finale | Quarts de finale | Demi-finales | Demi-finales | Finale   | Finale  |
| Athlète      | Épreuve | Résultat     | Rang         | Résultat         | Rang             | Résultat     | Rang         | Résultat | Rang    |
| ------------ | ------- | ------------ | ------------ | ---------------- | ---------------- | ------------ | ------------ | -------- | ------- |
| Walter Gates | Fleuret | 4 défaites   | 5            | Éliminé          | Éliminé          | Éliminé      | Éliminé      | Éliminé  | Éliminé |
| Walter Gates | Épée    | 5 défaites   | 7            | Éliminé          | Éliminé          | Éliminé      | Éliminé      | Éliminé  | Éliminé |
| Walter Gates | Sabre   | 1 victoire   | 4            | Éliminé          | Éliminé          | Éliminé      | Éliminé      | Éliminé  | Éliminé |

### Natation
| Athlète        | Épreuve          | Séries       | Séries | Demi-finales | Demi-finales | Finale  | Finale  |
| Athlète        | Épreuve          | Temps        | Rang   | Temps        | Rang         | Temps   | Rang    |
| -------------- | ---------------- | ------------ | ------ | ------------ | ------------ | ------- | ------- |
| George Godfrey | 400 m nage libre | 6 min 30 s 6 | 4e     | Éliminé      | Éliminé      | Éliminé | Éliminé |

### Tennis
| Athlète                       | Épreuve                                 | 1/64 de finale             | 1/32 de finale                        | 1/16 de finale                             | 1/8 de finale                                   | Quart de finales                         | Demi-finales                            | Finale                                     | Finale                             |
| Athlète                       | Épreuve                                 | Adversaire Score           | Adversaire Score                      | Adversaire Score                           | Adversaire Score                                | Adversaire Score                         | Adversaire Score                        | Adversaire Score                           | Rang                               |
| ----------------------------- | --------------------------------------- | -------------------------- | ------------------------------------- | ------------------------------------------ | ----------------------------------------------- | ---------------------------------------- | --------------------------------------- | ------------------------------------------ | ---------------------------------- |
| Harold Kitson                 | Simple Messieurs - Tournoi en extérieur | Bye                        | Leffler (SWE) W 6-2, 6-1, 6-0         | Möller (SWE) W 6-2, 6-2, 6-3               | Schomburgk (GER) W 6-2, 6-2, 6-3                | von Salm (AUT) W 6-2, 6-2, 6-4           | Žemla (BOH) W 2-6, 6-3, 6-2, 4-6, 6-2   | Winslow (RSA) L 7-5, 4-6, 10-8, 8-6        | Médaille d'argent, Jeux olympiques |
| Lionel Tapscott               | Simple Messieurs - Tournoi en extérieur | Kodl (BOH) W 6-4, 6-1, 6-2 | Pipes (AUT) W 3-6, 7-5, 4-6, 7-5, 7-5 | Blanchy (FRA) W 1-6, 5-7, 6-3, 6-4, 6-4    | Žemla (BOH) L 6-1, 6-4, 2-6, 4-6, 2-6           | Éliminé                                  | Éliminé                                 | Éliminé                                    | 9                                  |
| Charles Winslow               | Simple Messieurs - Tournoi en extérieur | Bye                        | Frigast (DEN) W 7-5, 6-2, 6-3         | Thayssen (DEN) W 6-4, 3-6, 6-4, 6-4        | Ingerslev (DEN) W 6-4, 8-6, 6-4                 | Heyden (GER) W 6-2, 6-4, 8-10, 4-6, 6-3  | Kreuzer (GER) W 9-7, 7-5, 6-2           | Kitson (RSA) W 7-5, 4-6, 10-8, 8-6         | Médaille d'or, Jeux olympiques     |
| Harold Kitson Charles Winslow | Double Messieurs - Tournoi en extérieur | N/A                        | N/A                                   | Arenholt & Ingerslev (DEN) W 6-4, 6-1, 6-4 | Kehrling & Zsigmondy (HUN) W 6-3, 6-3, 7-9, 6-2 | Nylén & Wennergren (SWE) W 6-3, 7-5, 6-1 | Just & Žemla (BOH) W 4-6, 6-1, 7-5, 6-4 | Pipes & Zborzil (AUT) W 4-6, 6-1, 6-2, 6-2 | Médaille d'or, Jeux olympiques     |

### Tir
Épreuves individuelles
| Athlète          | Épreuve                                        | Finale   | Finale |
| Athlète          | Épreuve                                        | Résultat | Rang   |
| ---------------- | ---------------------------------------------- | -------- | ------ |
| Robert Bodley    | Carabine libre à 300 m, trois positions        | 806      | 55     |
| Robert Bodley    | Carabine libre à 600 m                         | 73       | 54     |
| Robert Bodley    | Carabine d'ordonnance à 300 m, trois positions | 78       | 45     |
| Charles Jeffreys | Carabine libre à 300 m, trois positions        | 715      | 70     |
| Charles Jeffreys | Carabine libre à 600 m                         | 76       | 42     |
| Charles Jeffreys | Carabine d'ordonnance à 300 m, trois positions | 82       | 34     |
| Albert Johnstone | Carabine libre à 300 m, trois positions        | 741      | 67     |
| Albert Johnstone | Carabine libre à 600 m                         | 75       | 43     |
| Albert Johnstone | Carabine d'ordonnance à 300 m, trois positions | 62       | 77     |
| George Harvey    | Carabine libre à 300 m, trois positions        | 874      | 40     |
| George Harvey    | Carabine libre à 600 m                         | 83       | 21     |
| George Harvey    | Carabine d'ordonnance à 300 m, trois positions | 90       | 10     |
| Ernest Keeley    | Carabine libre à 300 m, trois positions        | 800      | 56     |
| Ernest Keeley    | Carabine d'ordonnance à 300 m, trois positions | 89       | 13     |
| Robert Patterson | Carabine libre à 300 m, trois positions        | 810      | 51     |
| Robert Patterson | Carabine libre à 600 m                         | 73       | 53     |
| Robert Patterson | Carabine d'ordonnance à 300 m, trois positions | 72       | 59     |
| Arthur Smith     | Carabine libre à 300 m, trois positions        | 752      | 64     |
| Arthur Smith     | Carabine d'ordonnance à 300 m, trois positions | 56       | 84     |
| George Whelan    | Carabine libre à 300 m, trois positions        | 762      | 61     |
| George Whelan    | Carabine d'ordonnance à 300 m, trois positions | 64       | 73     |

Épreuves par équipe
| Athlète                                                                                  | Épreuve                    | Finale   | Finale |
| Athlète                                                                                  | Épreuve                    | Résultat | Rang   |
| ---------------------------------------------------------------------------------------- | -------------------------- | -------- | ------ |
| Robert Bodley George Harvey Charles Jeffreys Ernest Keeley Arthur Smith Robert Patterson | Carabine par équipes       | 1531     | 4      |
| Robert Bodley George Harvey Ernest Keeley Arthur Smith Robert Patterson George Whelan    | Carabine libre par équipes | 4897     | 6      |